# Excavator

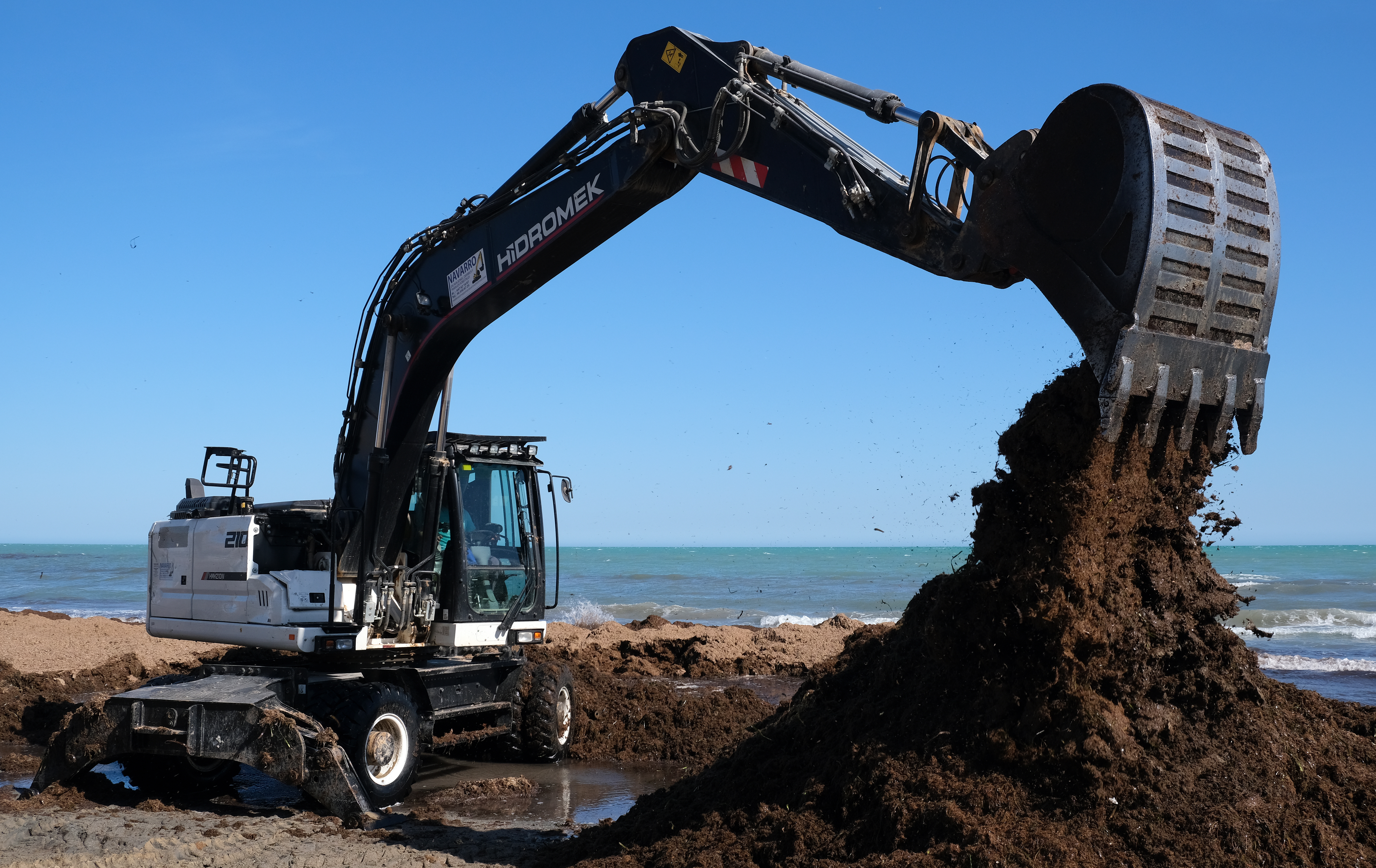
Excavator

Un excavator este un utilaj de săpat pământ și de extragere a balastului, nisipului, pietrei sparte sau altor materiale din cariere sau locuri greu accesibile. Excavatorul efectuează secundar sau implicit și operația de încărcare a materialului excavat sau extras.
Organul de lucru pentru săpare a excavatorului are formă de cupă, având pe muchia de tăiere montați un număr de 4 până la 6 dinți care asigură înfigerea cupei în pământ.

## Clasificarea excavatoarelor
După numărul cupelor, excavatoarele pot fi cu o cupă sau cu mai multe cupe.
Excavatorul cu o cupă are o funcționare ciclică iar excavatorul cu mai multe cupe are funcționare continuă.
Excavatoarele cu mai multe cupe se pot clasifica după modul cum execută săparea în excavatoare cu săpare longitudinală și excavatoare cu săpare transversală. Excavatoarele cu săpare longitudinală au lanțul cu cupe sau roata de săpare orientată în direcția de deplasare a excavatorului. Excavatoarele transversale au echipamentul de lucru orientat perpendicular pe direcția de deplasare a excavatorului.
După tipul acționării lor, excavatoarele se împart în trei categorii: mecanice, hidraulice și mecano-hidraulice.
După sistemul de deplasare excavatoarele pot fi pe șenile sau pe pneuri.